# ترقية (حاسوب)

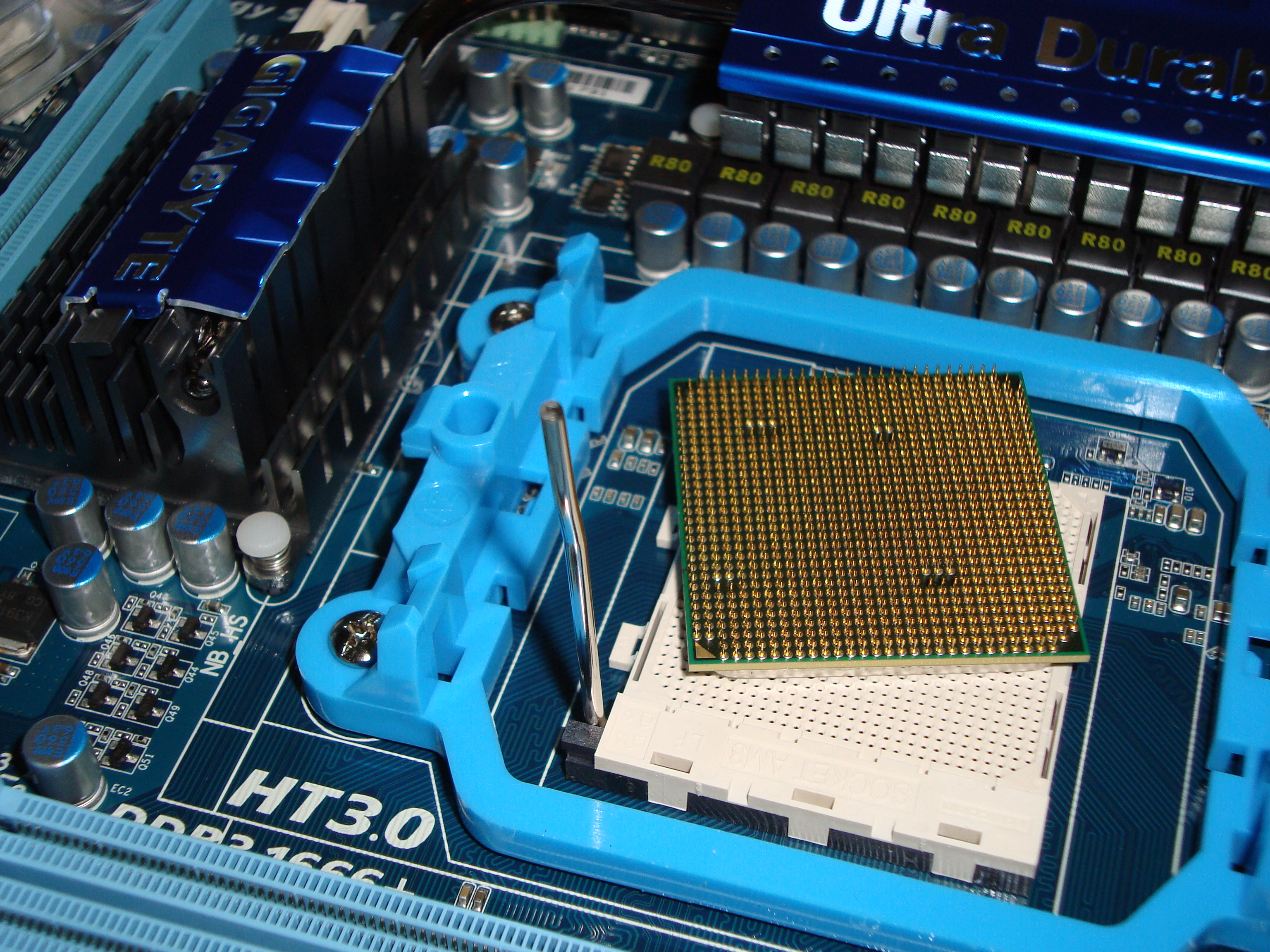

الترقية تعني استبدال إصدارة من منتج معين بإصدارة أجدد من نفس المنتج.عادة، يستخدم مصطلح الترقية في الحوسبة وإلكترونيات المستهلك، عامة يعني المصطلح استبدال عتاد أو برمجيات أو برمجيات ثابتة بنسخة أجدد أو أفضل؛ من أجل تحديث النظام أو لتحسين خصائصه. يستخدم محبي الموسيقى مصطلح الترقية للإشارة إلى استبدال منتج بمنتج آخر أكثر كفاءة؛ بهدف تحسين تعزيز جودة الصوت.